# آکرولئین
آکرولئین (به انگلیسی: Acrolein) یک ترکیب شیمیایی با شناسه پاب‌کم ۷۸۴۷ است. شکل ظاهری این ترکیب، مایع بی رنگ تا زرد. بوی زننده. است.